# Cactus Jack
Pour plus de détails, voir Fiche technique et Distribution.
Cactus Jack (The Villain) est un film américain d'Hal Needham sorti en 1979. Il s'agit d'un western parodique notamment inspiré par le dessin animé Bip Bip et Coyote.

## Synopsis
Le bel inconnu, un cow-boy, escorte Miss Charming Jones afin d'obtenir une grosse somme par son père, Parody Jones. Mais le riche Avery Jones a d'autres projets. Il loue les services d'un vieux cow-boy, Cactus Jack, pour dérober la somme lors de leur voyage de retour chez le père. Mais Cactus Jack n'est pas le plus doué des voleurs...

## Fiche technique
- Titre original : The Villain
- Réalisation : Hal Needham
- Scénario : Robert G. Kane
- Musique : Bill Justis
- Directeur de la photographie : Bobby Byrne (en)
- Distributeur : Columbia Pictures
- Genre : Comédie, Western
- Format : Couleur
- Format du son : Mono
- Format de projection : 1.85 : 1
- Format de production : 35 mm
- Pays : États-Unis
- Durée : 89 minutes
- Dates de sortie : 
  -  États-Unis : 20 juillet 1979
  -  France : 23 juillet 1980

## Distribution
- Kirk Douglas (VF : Roger Rudel) : Cactus Jack
- Ann-Margret (VF : Béatrice Delfe) : Miss Charming Jones
- Arnold Schwarzenegger (VF : François Leccia) : Handsome Stranger
- Jack Elam (VF : André Valmy) : Avery Simpson
- Paul Lynde (VF : Teddy Bilis) : Chevreuil Agité
- Robert Tessier (en) (VF : Jacques Richard) : Doigt Écrasé
- Mel Tillis (en) (VF : Jacques Ciron) : l'agent du télégraphe
- Strother Martin (VF : Henri Labussière) : Parody Jones
- Ott (VF : Jacques Deschamps) : Whisky, le cheval de Cactus Jack

## Autour du film
- Pour accentuer le caractère facétieux du personnage de Whisky, le cheval moqueur de Cactus Jack, la piste française lui ajouta une voix qui était pourtant totalement absente de sa version originale.